# Убивство львівських професорів

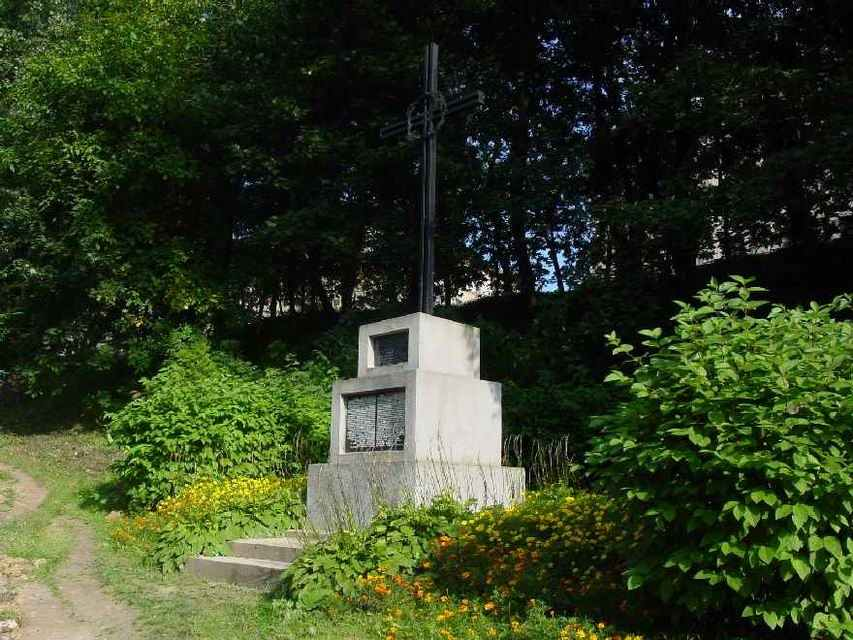
Хрест на місці розстрілу

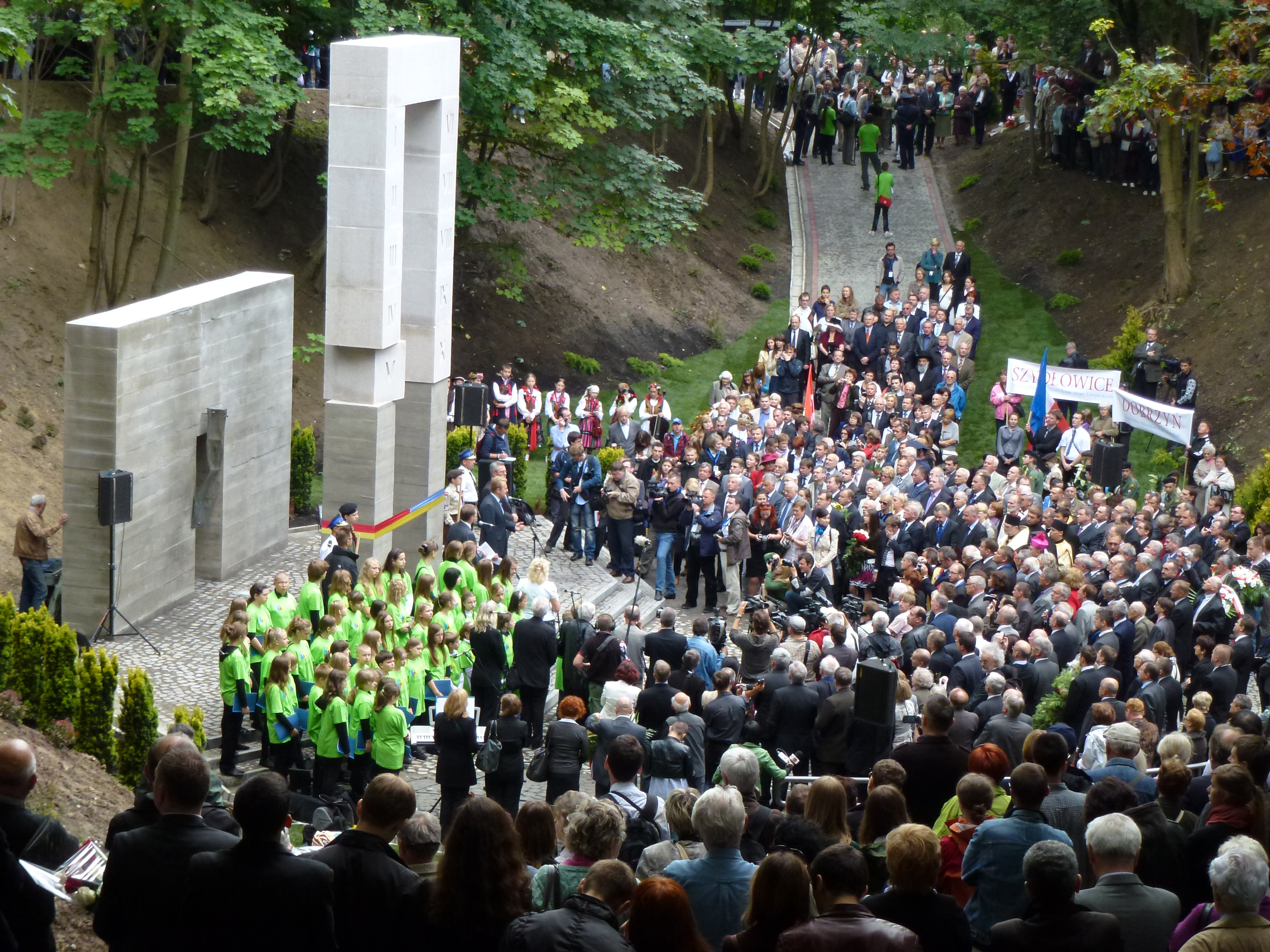
Відкриття нового монумента, 2011 рік

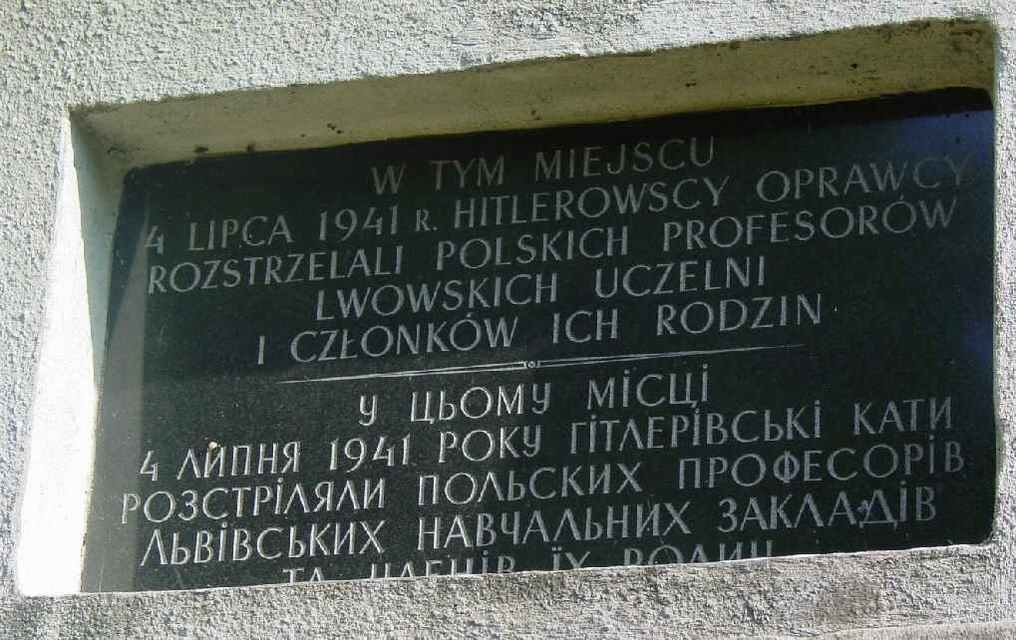

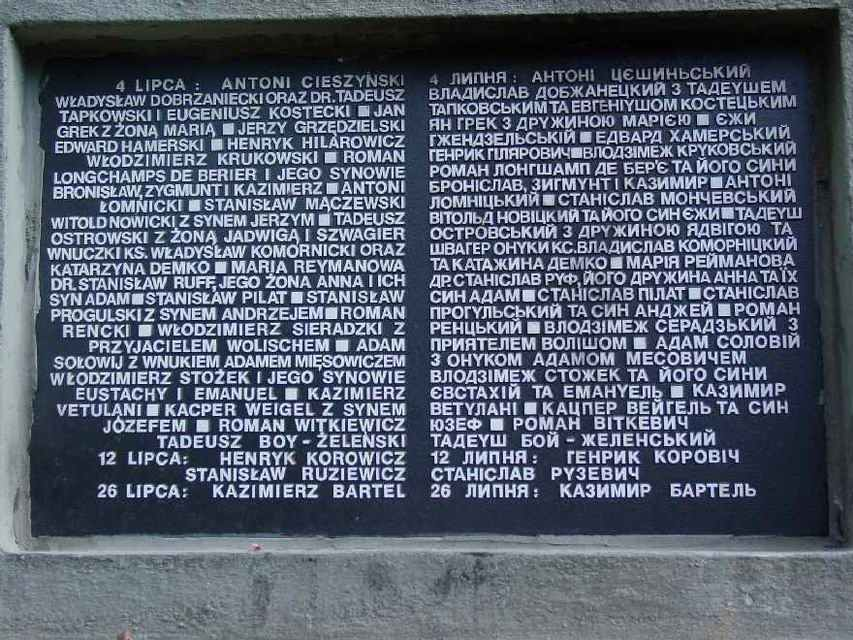
Τаблиця з іменами розстріляних

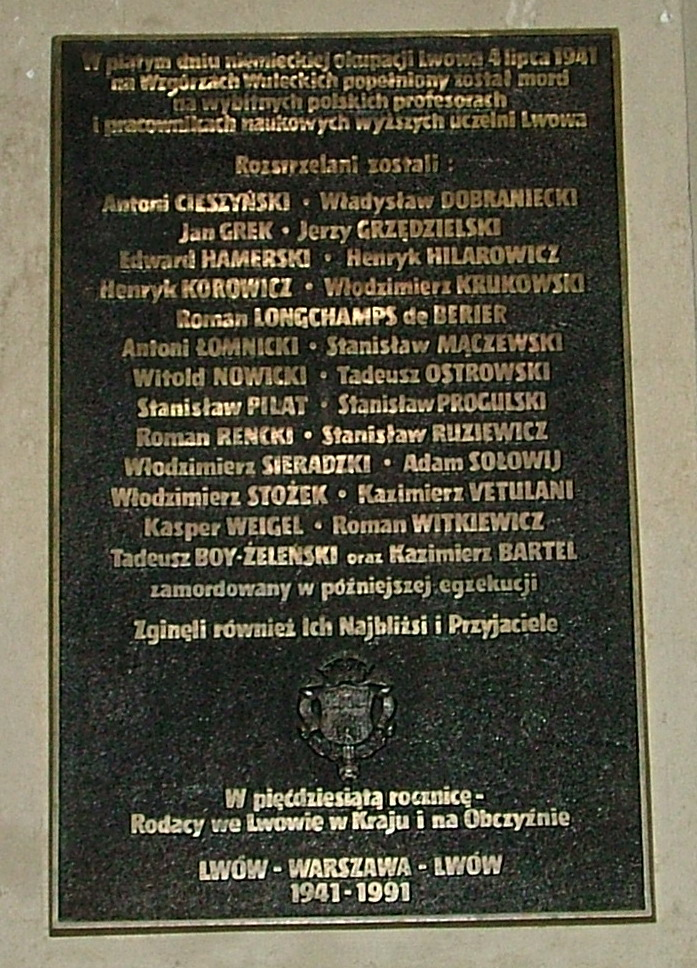
Пам'ятна таблиця у Латинському катедральному соборі з іменами розстріляних

Пам'ятна дошка Каспарові Вайґелю на фасаді будинку по вул. Саксаганського 3

Убивство львівських професорів — масові вбивства представників польської інтелігенції Львова (близько 45 польських учених і викладачів, переважно Львівського університету, членів їхніх сімей та гостей), що їх скоїли в липні 1941 року у Львові німецькі війська.
Через кілька днів після початку німецько-радянської війни, Львів зайняли війська Вермахту. Перед тим як залишити місто, НКВС знищило кілька тисяч політичних в'язнів, що перебували у львівських в'язницях (докладніше див. Винищення львівських в'язнів у червні 1941).
Гестапо за списками вирішило заарештувати професорів Львівського університету. Що й було зроблено в ніч із 3 на 4 липня 1941 року — арештовано декілька десятків професорів із львівських вишів, головно Університету Яна Казимира (сьогодні Національний університет ім. Івана Франка), а також членів їх родин та осіб, що перебували в їхніх квартирах на момент арешту.
Спершу арештованих тримали в приміщеннях університету, а потім вивезли на розстріл. Усього, в ніч із 3 на 4 липня було заарештовано 28 науковців. З цієї групи уцілів лише професор Францішек Ґроєр (пол. Franciszek Groër).
Гітлерівці пограбували квартири науковців і знищили чи вивезли цінні наукові матеріали вчених.
Російський історик Борис Соколов, посилаючись на свідчення колишніх вояків легіону «Нахтіґаль» у конгресі США у 1954 році, стверджував, що «Нахтіґаль» був виведений із Львова до початку акції і, відповідно, легіон не мав стосунку до пізнішого знищення євреїв і польської інтелігенції Львова.
Звинувачення українців у вбивстві польських професорів — абсолютна нісенітниця, наголосив історик зі Львова Василь Расевич. Жоден архівний документ це не підтверджує.

## Списки вбитих
Український радянський письменник і публіцист Володимир Бєляєв, який довгі роки вивчав це питання, дає такий список убитих:
- Професор-стоматолог Антоній Цешинський
- Професор-терапевт Ян Грек
- Професор-хірург Генрик Гілярович
- Професор-правознавець Роман Лонгшам де Бер'є (з трьома синами)
- Професор математики Антоній Ломницький
- Професор-геолог Станіслав Пілят
- Професор судової медицини, ректор Університету Володимир Серадзський (70 років)
- Професор-хірург Тадеуш Островський
- Доктор права, біженець із Ґданська, Тадеуш Тапковський
- Професор-терапевт Роман Ренцький, академік
- Письменник Тадеуш Бой-Желенський
- Професор-пенсіонер Адам Соловій (82 років) із дружиною та онуком Адамом Монсовичем (19 років)
- Професор, декан Вітольд Новицький із сином Юрієм — військовим лікарем
- Професор геометрії, колишній прем'єр-міністр Казимир Бартель
- Професор Роман Віткевич
- Професор Володимир Круковський
- Професор Володимир Стожек (з двома синами)
- Професор Каспер Вайґель (із сином Юзефом)
- Доктор технічних наук Казимир Ветуляні
- Доцент-хірург Владислав Добржанецький
- Окуліст Єжи Ґжендельський
- Доцент ветінституту Едвард Гамерський
- Лікар-гінеколог, професор Станіслав Мончевський
- Лікар-педіатр Станіслав Прогульський із сином Андрієм
- Ординатор шпиталю Станіслав Руфф із дружиною і сином Адамом (інженер-хімік)
- Дружина Островського, Ядвіга
- Учителька, громадянка США Кетті Демків.[3]

В Акті Львівської комісії з розслідування нацистських звірств (1–6.11.1944) додані:
- Професор права, член Гаазького трибуналу Алерганд
- Професор-психіатр Домасевич
- Професор Порчинський
- Професор Адам Фішер
- Професор Штрікс
- Професор Мундт
- Доцент Герман Авербах (з дружиною та донькою — отруїлися при арешті),
- Доцент Остерн (отруївся)
- Доцент Чертковер
- Доцент П'ясецький
- Інженер Блюменталь
- Інженер Шимон[4].

Польський історик З. Альберт додає також:
- Дружина професора Грека, Марія
- Доктор теології ксьондз Владислав Коморницький
- Знайомий Добжанецького Єугеніуш Костецький
- Дружина доктора Руффо, Анна
- Професор Генрик Корович
- Професор Станіслав Ружевич
- Медсестра Марія Рейманова
- Знайомий Серадзького, бізнесмен Воліш.[5]

## Друковані видання
- Боляновський А. Убивство польських учених у Львові в липні 1941 року: факти, міфи, розслідування. — Львів : Вид-во Львівської політехніки, 2011. — 188 с.